# Akhzivland
Akhzivland er en mikronation mellem Nahariya og den libanesiske grænse på den israelske vestkyst. Staten blev grundlagt af Eli Avivi i 1970. Mikronationen bliver markedsført af Israels turistministerium selvom dets status er omdiskuteret.